# Kamimuria formosana
Kamimuria formosana är en bäcksländeart som först beskrevs av František Klapálek 1921.  Kamimuria formosana ingår i släktet Kamimuria och familjen jättebäcksländor. Inga underarter finns listade i Catalogue of Life.